# Minolta 7000
Le Minolta 7000 (7000 AF en Europe, MAXXUM 7000 en Amérique du Nord et α-7000 au Japon) est un appareil photo reflex 35 mm introduit en février 1985. C’est le premier appareil photo à disposer à la fois d'un autofocus intégré (AF) et d’une avance de film motorisée ce qui allait devenir la configuration standard pour les appareils photo reflex amateurs et professionnels.

## Historique
Bien que le Nikon F3AF (1983), le Pentax ME F (en) et le Chinon CE-5 (en) soient déjà des appareils photo reflex à autofocus, la mise au point automatique ne pouvait pas être réalisée sans l'utilisation d'objectifs AF motorisés spéciaux. Le Pentax ME F avait des capteurs de mise au point dans le boîtier de l'appareil photo, tandis que le Chinon CE-5 utilisait un objectif avec des capteurs infrarouges actifs intégrés. Nikon avait déjà un appareil photo avec moteur intégré sur le marché, le F-301 (N2000 aux États-Unis), mais son homologue autofocus, le F-501 (N2020 aux États-Unis), est apparu après le Minolta 7000.
Les capteurs AF et le moteur d'entraînement de mise au point du Minolta 7000 sont à l'intérieur du boîtier ce qui permet de fabriquer des objectifs beaucoup plus petits et moins chers. Le diaphragme et la mise au point sont entraînés mécaniquement par la monture d’objectif du boîtier de l’appareil photo. Des boutons à commande électronique sur le boîtier de l'appareil remplaçaient la bague d'ouverture mécanique sur l’objectif, et le réglage est affiché électroniquement sur le boîtier et dans le viseur. Le boîtier métallique des anciens appareils photo reflex Minolta est remplacé par un boîtier en plastique plus léger et moins cher. À d’autres égards, le Minolta 7000 offre la plupart des caractéristiques standard des autres appareils photo de l’époque, à l’exception d’une vitesse de synchronisation du flash plutôt faible (1/125 s) et de l’absence de capacité d’exposition multiple.
Minolta introduit une nouvelle monture d’objectif, le système A, rompant la compatibilité avec ses anciens objectifs à mise au point manuelle des systèmes MC et MD. La monture d'objectif A est toujours la même aujourd'hui, mais quelques modifications ont été apportées aux contacts électriques pour faciliter de nouvelles fonctions telles que le zoom motorisé (objectifs xi, maintenant abandonnés) et un système de mesure du flash (ADI) plus sophistiqué.
Konica et Minolta fusionnent leurs activités photo et appareils photo en octobre 2003. En janvier 2006, Konica Minolta annonce qu'il se retire du secteur des appareils photo et de la photo, transférant ses actifs à Sony, qui depuis poursuit le développement du système A à travers sa série Alpha.

## Généralisation de la mise au point automatique

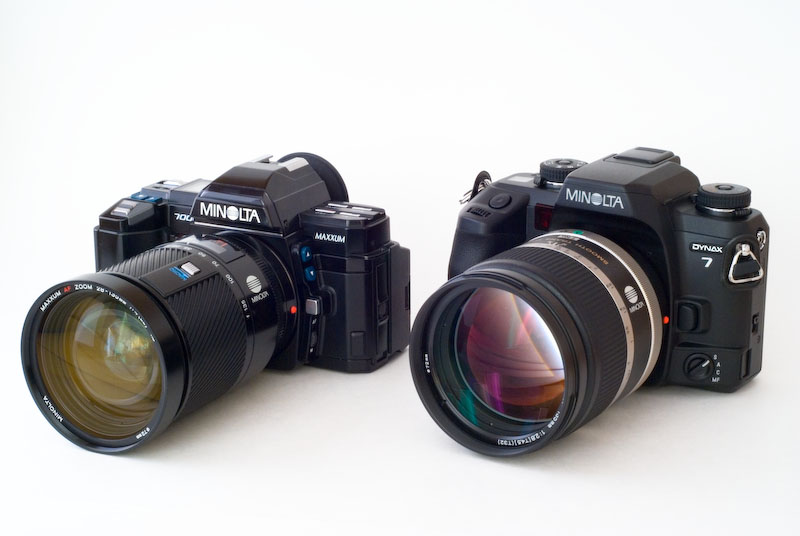
Un Minolta 7000 à côté d'un Maxxum/Dynax 7

Lorsque Pentax et Nikon entrent sur le segment de l’autofocus, ils utilisent tous deux un système de mise au point automatique passif similaire à celui de Minolta, mais conservent la compatibilité avec leurs montures existantes respectives, les montures K et F à mise au point manuelle. Canon, comme Minolta, choisit de changer complètement sa monture, en introduisant la série EOS 600 deux années plus tard (mars 1987), rompant ainsi la compatibilité avec les anciennes montures d'objectif FL et FD. Le système EOS de Canon était le seul système de monture d’objectif entièrement électronique, sans connexion mécanique entre le boîtier et l'objectif : les moteurs de mise au point automatique sont logés dans l’objectif lui-même, plutôt que dans le boîtier de l'appareil photo.

## Problèmes juridiques

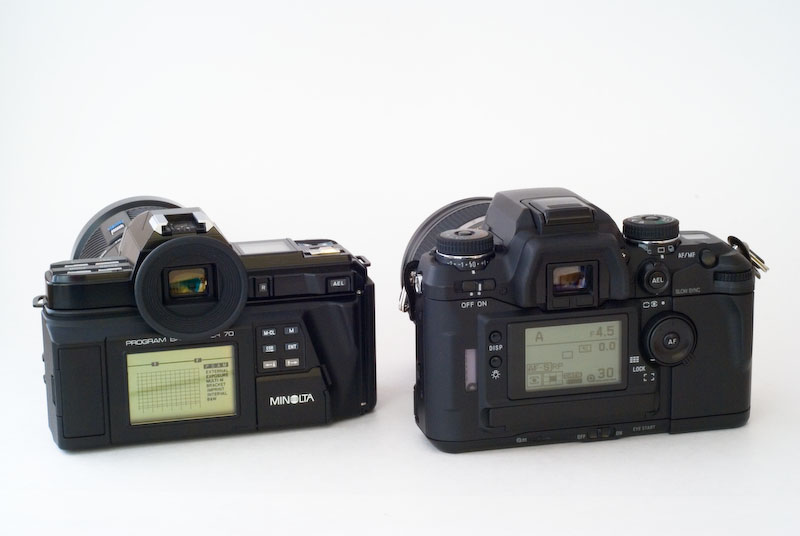
Un Minolta 7000 (avec un "program back" en option) à côté d'un Maxxum/Dynax 7

Les premiers appareils photo Maxxum 7000 portaient l’inscription « MAXXUM 7000 » avec un « XX » croisé. Le géant pétrolier Exxon a considéré qu’il s’agissait d’une violation de sa marque, car les XX de son logo étaient liés de la même manière. En conséquence, Minolta a été autorisé à distribuer les appareils déjà produits, mais a été contraint de changer le XX stylistique dans Maxxum et de mettre en œuvre ce changement dans la nouvelle production. Tous les appareils Maxxum produits par la suite avaient un double « X » écrit normalement.
Il a par ailleurs été constaté que la conception de l’autofocus de Minolta enfreignait les brevets d’Honeywell, une société américaine. En 1991, après un long procès, Minolta a été condamné à payer à Honeywell des dommages et intérêts, des pénalités, des frais de procès et d’autres dépenses pour un montant final de 127,6 millions de dollars.